# العلاقات الكولومبية اللاتفية
العلاقات الكولومبية اللاتفية هي العلاقات الثنائية التي تجمع بين كولومبيا ولاتفيا.

## مقارنة بين البلدين
هذه مقارنة عامة ومرجعية للدولتين:
| وجه المقارنة                                              | كولومبيا        | لاتفيا                                             |
| --------------------------------------------------------- | --------------- | -------------------------------------------------- |
| المساحة (كم2)                                             | 1.14 مليون      | 64.59 ألف                                          |
| عدد السكان (نسمة)                                         | 49.07 مليون     | 1.93 مليون                                         |
| الكثافة السكانية (ن./كم²)                                 | 43.04           | 29.88                                              |
| العاصمة                                                   | بوغوتا          | ريغا                                               |
| اللغة الرسمية                                             | اللغة الإسبانية | اللغة اللاتفية                                     |
| العملة                                                    | بيزو كولومبي    | يورو، لاتس لاتفي، الروبل اللاتفي ‏، الروبل اللاتفي ‏ |
| الناتج المحلي الإجمالي (بليون دولار)                      | 309.19 مليار    | 30.26 مليار                                        |
| الناتج المحلي الإجمالي (تعادل القوة الشرائية) بليون دولار | 724.96 مليار    | 49.24 مليار                                        |
| الناتج المحلي الإجمالي الاسمي للفرد دولار أمريكي          | 7.60 ألف        | 14.06 ألف                                          |
| الناتج المحلي الإجمالي للفرد دولار أمريكي                 | 13.36 ألف       | 23.55 ألف                                          |
| مؤشر التنمية البشرية                                      | 0.720           | 0.819                                              |
| رمز المكالمات الدولي                                      | +57             | +371                                               |
| رمز الإنترنت                                              | .co             | .lv                                                |
| المنطقة الزمنية                                           | 00              | ت ع م+02:00، ت ع م+03:00، أوروبا/ريغا ‏             |

## منظمات دولية مشتركة
يشترك البلدان في عضوية مجموعة من المنظمات الدولية، منها:
| علم المنظمة | اسم المنظمة                               | تاريخ انضمام كولومبيا | تاريخ انضمام لاتفيا |
| ----------- | ----------------------------------------- | --------------------- | ------------------- |
|             | البنك الدولي للإنشاء والتعمير             | 24 ديسمبر 1946        | 11 أغسطس 1992       |
|             | منظمة التجارة العالمية                    | ?                     | 1999                |
|             | المركز الدولي لتسوية المنازعات الاستشارية | 14 أغسطس 1997         | 7 سبتمبر 1997       |
|             | منظمة حظر الأسلحة الكيميائية              | ?                     | ?                   |
|             | الفريق المعني برصد الأرض                  | ?                     | ?                   |
|             | المنظمة الهيدروغرافية الدولية             | ?                     | ?                   |
|             | الأمم المتحدة                             | 5 نوفمبر 1945         | 17 سبتمبر 1991      |
|             | حلف شمال الأطلسي                          | ?                     | 29 مارس 2004        |
|             | وكالة ضمان الاستثمار متعدد الأطراف        | 30 نوفمبر 1995        | 21 أغسطس 1998       |
|             | منظمة الشرطة الجنائية الدولية             | ?                     | ?                   |
|             | مؤسسة التنمية الدولية                     | 16 يونيو 1961         | 11 أغسطس 1992       |
|             | يونسكو                                    | 31 أكتوبر 1947        | 9 يوليو 1951        |
|             | مؤسسة التمويل الدولية                     | 20 يوليو 1956         | 29 سبتمبر 1993      |
|             | الاتحاد البريدي العالمي                   | ?                     | ?                   |
|             | الاتحاد الدولي للاتصالات                  | 25 أغسطس 1914         | 11 ديسمبر 1921      |

## وصلات خارجية
- موقع وزارة الخارجية اللاتفية